# تترافنیل‌فسفونیم کلرید
تترافنیل‌فسفونیم کلرید (به انگلیسی: Tetraphenylphosphonium chloride) با فرمول شیمیایی C۲۴H۲۰ClP یک ترکیب شیمیایی با شناسه پاب‌کم ۱۶۴۹۱۱ است. که جرم مولی آن ۳۷۴٫۸۴ g/mol می‌باشد. شکل ظاهری این ترکیب، جامد بی‌رنگ است.